# Eishockey-Bayernliga 1999/2000
Die Eishockey-Bayernliga 1999/2000 wurde unter dem Dach des „Bayerischen Eissportverbandes“ (BEV) organisiert und ist die höchste Spielklasse des Landesverbandes Bayern. Die Bayernliga war nach der DEL, der 2. Bundesliga, Oberliga und Regionalliga eine der fünfthöchsten Spielklassen im deutschen Eishockey.

## Saisonverlauf
Die Eishockey-Bayernliga 1999/2000 war die zweiunddreißigste Ausspielung dieser Liga. Meister und Aufsteiger wurde der ERV Schweinfurt, Vizemeister und Aufsteiger der Augsburger EV II. Da die Liga in der Folgesaison aufgestockt wurde, gab es keine Absteiger.

### Modus
Es wurde eine Hin- und Rückrunde gespielt. Nach Abschluss der daraus resultierenden 26 Spieltagen nahm der Meister und Vizemeister an der Aufstiegsrunde zur Regionalliga teil. Die Plätze eins und zwei der Aufstiegsrunde waren für die Regionalliga 2000/01 qualifiziert. Absteiger gab es in dieser Saison keine.

## Teilnehmer
Nicht mehr dabei waren die Auf- und Absteiger der Vorsaison. Neu dabei waren die Aufsteiger aus den Landesligen.
| - EV Pfronten (Aufsteiger) - SV Gendorf (Aufsteiger) - ESC Vilshofen (Aufsteiger) | - EHC Königsbrunn - Augsburger EV 1b - EV Fürstenfeldbruck | - Höchstadter EC - ERC Lechbruck - ERSC Ottobrunn | - EV Moosburg - EA Schongau - TSV Trostberg | - EV Dingolfing - ERV Schweinfurt |

### Abschlusstabelle
|    | Mannschaft          | Sp | Tore    | Diff. | Pkte |
| -- | ------------------- | -- | ------- | ----- | ---- |
| 1. | ERV Schweinfurt     | 26 | 194:65  | +129  | 46   |
| 2. | Augsburger EV 2     | 26 | 187:62  | +125  | 46   |
| 3. | Hochstadter EC      | 26 | 198:69  | +129  | 44   |
| 4. | EA Schongau         | 26 | 156:78  | +68   | 37   |
| 5. | EV Pfronten (N)     | 26 | 109:86  | +23   | 31   |
| 6. | TSV Trostberg       | 26 | 133:145 | −12   | 27   |
| 7. | ERC Lechbruck       | 26 | 101:120 | −19   | 25   |
| 8. | EV Dingolfing       | 26 | 97:103  | −6    | 24   |
| 9. | ESV Königsbrunn     | 26 | 101:136 | −35   | 20   |
| 10 | EV Moosburg         | 26 | 100:149 | −49   | 20   |
| 11 | EV Fürstenfeldbruck | 26 | 84:151  | −67   | 18   |
| 12 | SV Gendorf (N)      | 26 | 91:185  | −94   | 10   |
| 13 | ESC Vilshofen (N)   | 26 | 77:198  | −121  | 8    |
| 14 | ERSC Ottobrunn      | 26 | 79:160  | −81   | 8    |

 Meister und Aufstiegsrundenteilnehmer
 Vizemeister und Aufstiegsrundenteilnehmer, (N) = neu in der Liga
- Bayerischer Meister 1999/2000 wurde der ERV Schweinfurt.

## Aufstiegsrunde
An der vom DEB ausgerichteten Aufstiegsrunde zur Regionalliga 2000/01 nahmen Meister und Vizemeister der Bayernliga,
der Sachsenmeister und der Meister aus der Region Südwest teil.
|    | Mannschaft                 | Sp | Tore  | Diff. | Pkte |
| -- | -------------------------- | -- | ----- | ----- | ---- |
| 1. | Augsburger EV 2 (Bayern 2) | 6  | 41:13 | +28   | 15   |
| 2. | ERV Schweinfurt (Bayern 1) | 6  | 42:24 | +18   | 15   |
| 3. | USG Chemnitz RSC (Sachsen) | 6  | 19:32 | −13   | 6    |
| 4. | Stuttgarter EC (Südwest)   | 6  | 16:59 | −33   | 0    |

 Aufsteiger zur Regionalliga 2000/01